# Heinrich Ziesing
Heinrich Ziesing (* 22. September 1881 in Duderstadt; † 7. Juli 1924 in Vinnhorst bei Hannover) war ein deutscher Kommunalpolitiker.

## Leben
Geboren in Duderstadt während der Gründerzeit des Deutschen Kaiserreichs, gründete Heinrich Ziesing nach dem Ersten Weltkrieg in Vinnhorst vor Hannover die Siedlungsgenossenschaft den Gemeinnützigen Bauverein Vinnhorst und Umgebung, zu dessen Erstem Vorsitzenden er gewählt wurde. Unter seiner Führung wurde die erste Siedlung in Vinnhorst angelegt, die die Baugesellschaft mit Beginn der Weimarer Republik von 1919 bis 1939 als Wohnviertel rund um den Schmuckplatz in Vinnhorst errichten sollte, die bis 1927 zu Brink gehörende Siedlung Friedenau.
Ähnlich wie August Ziesing engagierte sich Heinrich Ziesing auch politisch: Nachdem er zum Vorsitzenden des Ortsvereins der Sozialdemokratischen Partei Deutschlands (SPD) gewählt worden war, zog er als erster Abgeordneter Vinnhorsts, das von 1885 bis zur Eingemeindung 1974 nach Hannover zum Landkreis Hannover gehörte, in den hannoverschen Kreistag ein.
Ziesing starb früh im Alter von 43 Jahren.

## Ziesingweg
Mit dem 1955 im heute hannoverschen Stadtteil Vinnhorst angelegten Ziesingweg ehrt die Landeshauptstadt Hannover den Sozialdemokraten seitdem posthum.

## Archivalien
An Archivalien von und über Heinrich Ziesing finden sich etwa
- Bauunterlagen, die beispielsweise der gleichnamige Nachkomme Heinrich Ziesings den Heimatforschern Wolfgang Leonhardt und Helmut Plath zur Verfügung gestellt hat.[2]